# Periclimenaeus tridentatus
Periclimenaeus tridentatus är en kräftdjursart som först beskrevs av Edward John Miers 1884.
Periclimenaeus tridentatus ingår i släktet Periclimenaeus och familjen Palaemonidae. Inga underarter finns listade i Catalogue of Life.